# Kathy Ireland
Kathleen Marie Ireland (Glendale, 1963. március 20. –) amerikai író, vállalkozó, divattervező, filantróp és egykori divatmodell. Az 1980-as és 1990-es években szupermodell volt, kezdetben arról volt ismert, hogy 13 egymást követő Sports Illustrated fürdőruhás számban szerepelt, köztük 3 címlapon. 1993-ban megalapította a Kathy Ireland Worldwide (kiWW) márka licencelő céget, amely a világ egyik leggazdagabb egykori modelljévé tette. Üzleti karrierje eredményeként 2015-re 420 millió dolláros vagyont szerzett. 2021-ben csak az ő cége 3,1 milliárd dolláros kiskereskedelmi forgalmat hozott. A márka a világranglista 15. helyezettje lett, Ireland pedig bekerült a Licensing Hall of Fame-be.

## Élete
Kathy Ireland a kaliforniai Glendale-ben született, három leánygyermek középső gyermekeként. Szülei John munkaügyi kapcsolatokért felelős vezető és Barbara Ireland ápolónő. A család Santa Barbarába költözött, ahol a mai napig élnek.

## Filantrópia
Ireland jótékonysági és emberbaráti tevékenységei közé tartozik a March of Dimes, a PTA, a Feed the Children és a City of Hope nonprofit szervezetek számára végzett munka.
Emellett Ireland jótékonysági szervezeteknek, például az amerikai tengerészgyalogság Toys for Tots nevű szervezetének adott kölcsön ingatlanjaiból, hogy jótékonysági célokra gyűjtsenek pénzt. Bill Grein, az amerikai tengerészgyalogság őrnagya szerint Ireland cége és könyves üzleti partnere, a Bendon Publishing International 10 millió dollárt adományozott a 2013-as éves Toys for Tots gyűjtés kiegészítésére és a karácsonyi ajándékok szétosztására több millió veszélyeztetett gyermek és fiatal számára.
A 2017-es AIDS világnapon Ireland 100 ezer dollárt adományozott az Elizabeth Taylor AIDS Alapítványnak (ETAF).

## Magánélete
Ireland 1988-ban ment hozzá Greg Olsen orvoshoz, és három gyermekük született: Erik, Lily és Chloe. Hívő keresztény és az abortusz ellenzője. Nyíltan kiállt Izrael mellett.
Ireland húgának, Cynthiának van egy Down-szindrómás gyermeke. Ireland cikket írt unokahúgáról és a kutatás növelésének szükségességéről. 2009-ben megjelent a Larry King Live című műsorban, ahol a súlygyarapodásáról és a női egészséggel kapcsolatos kérdésekről beszélt. 25 éven keresztül évente egy kilót hízott, amelynek összesített hatása nyilvánvalóvá vált számára egy őszinte fényképen, amit a fia készített.